# Kishaba

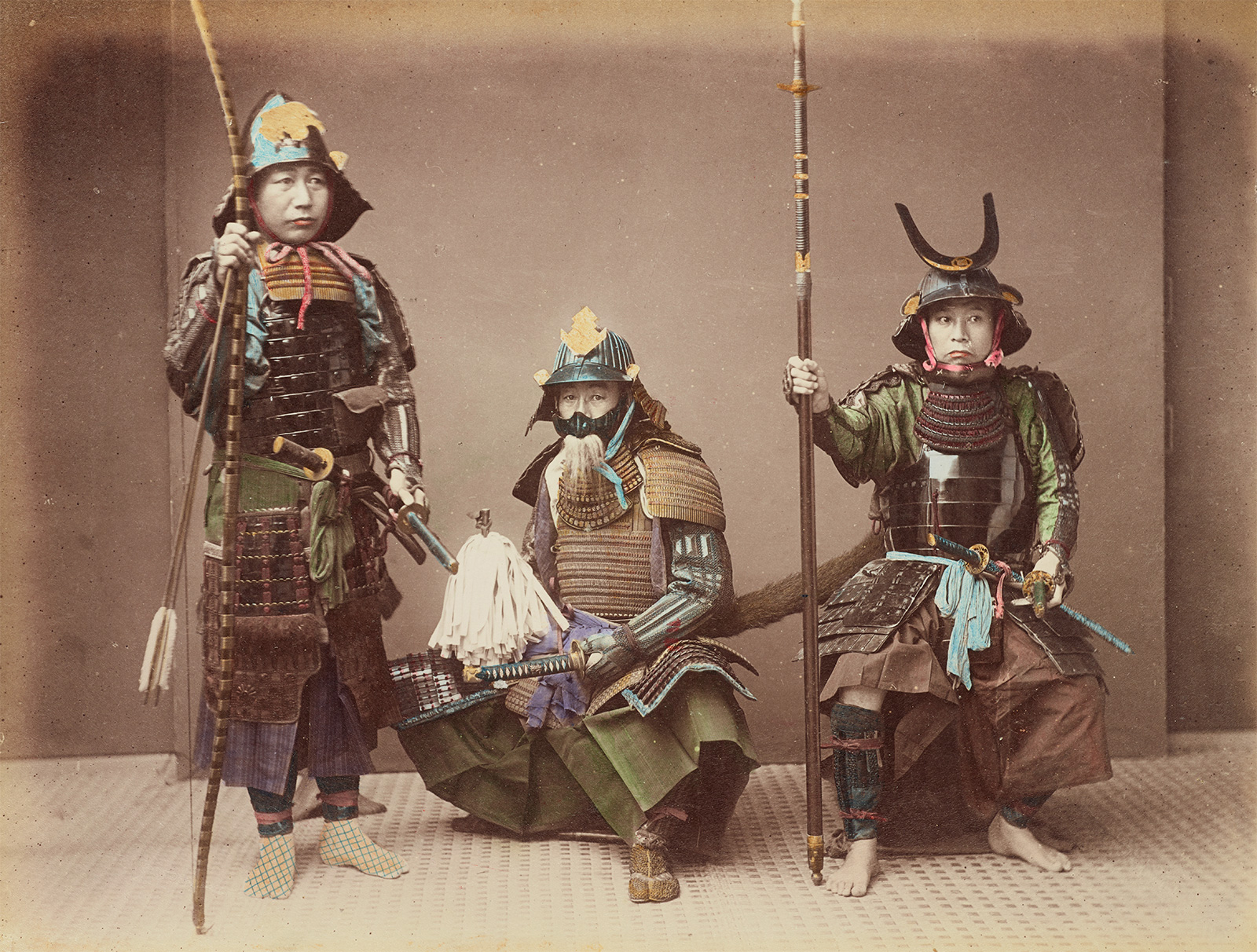
Una de las últimas generaciones Samurái.

Kishaba ( 喜舎場 ) es un apellido japonés compuesto de 3 kanjis Onomástica japonesa. El apellido Kishaba es uno de varios apellidos de familias Samurái pertenecientes a la casta social de guerreros Samúrai,(Un apellido casi extinto) muy poco conocido. Apellido de uno de los primeros colonos en Okinawa沖縄. En historia reciente ha habido personas Kishaba que han sobresalido en las artes marciales.[cita requerida]
- Datos: Q5959953